# Магура (Татаров)
Магура — гора в  Украинских Карпатах, в массиве Горганы. Расположена в пределах Надворнянского района  Ивано-Франковской области, между селами Татаров, Яблуница и пгт Ворохта.
Высота 1288 м. Имеет форму хребта, простирается с юго-востока на северо-запад. Северо-восточные склоны очень крутые. Вершина почти полностью залесена, местами являются полонины.
Гора расположена в пределах Карпатского национального природного парка.
Ближайший населенный пункт: с. Татаров.